# Ofis publik ar Brezhoneg

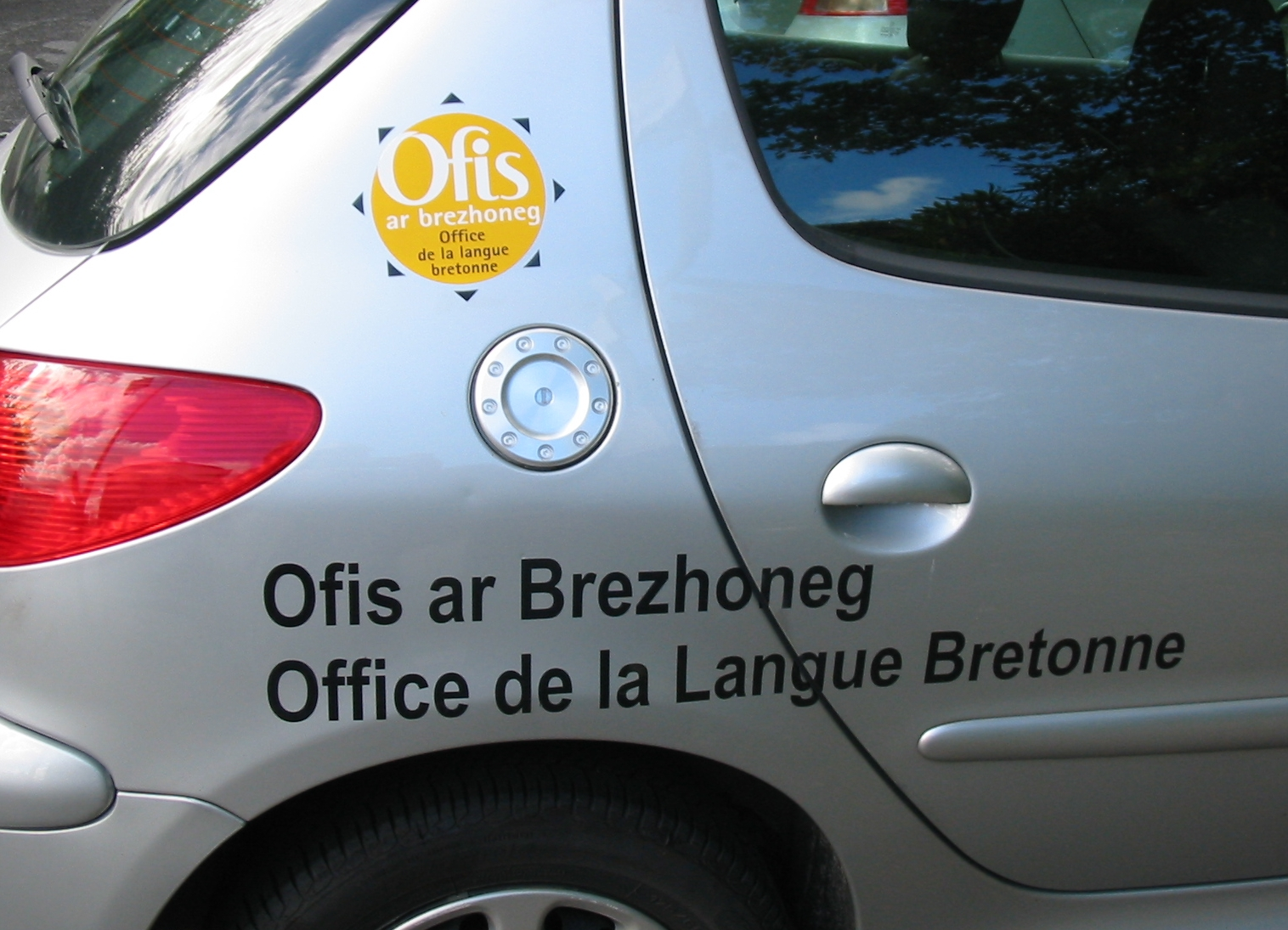
Ein Auto des Ofis ar Brezhoneg

Das Ofis publik ar Brezhoneg (französisch Office public de la langue bretonne, deutsch Amt der Bretonischen Sprache) ist eine am 1. Mai 1999 gegründete Organisation, deren Hauptziel die Erhaltung der bretonischen Sprache und Kultur ist.

## Aufgabe
Eine Aufgabe dieser Organisation ist es, die Entwicklung der bretonischen Sprache soziolinguistisch und geografisch zu beobachten – (Arsellva ar brezhoneg – Beobachtungsstelle der bretonischen Sprache). Außerdem ist die Organisation Träger des TermBret, d. h., dass sie Wörterbücher, Bücher und Karten in bretonischer Sprache und neuer Terminologie herausgibt. Eine bekannte Kampagne dieser Organisation ist die Charta Ya d’ar brezhoneg.

## Das Bretonische
Die Organisation bemüht sich um die Förderung der bretonischen Sprache nicht nur bei Kindern und Jugendlichen in verschiedenen Schuleinrichtungen, sondern auch um die Entwicklung der Sprache in der Elterngeneration mit Kursangeboten. Schon in den Jahren von 1998 bis 1999 nahmen an solchen Kursen etwa 9.300 Erwachsene teil. Aber auch durch organisierte Korrespondenz (z. B. per Internet) oder durch Praktika lehrte man die bretonische Sprache. Es werden jedoch nicht nur Kurse in der Bretagne angeboten, sondern auch 28 Kurse, davon alleine 15 in der Pariser Gegend, außerhalb.
Im Jahre 2003 gab das Ofis ar Brezhoneg eine bretonische Straßenkarte der Bretagne (5 Départements) heraus.

## Finanzierung und Organisierung
Die Organisation hat als unabhängige Organisation ein durchschnittliches Budget von 1 Mio. Euro. Wichtigste Geldgeber sind die Region Bretagne und das Département Loire-Atlantique.